# Adam Fiala
Adam Fiala (ur. 31 października 1940 w Lublinie) – polski powieściopisarz i ilustrator książek.

## Życiorys
Absolwent Gimnazjum i I Liceum Ogólnokształcące im. Stanisława Staszica w Lublinie (1958). W latach 1958–1963 studiował prawo na UMCS. Debiutował w 1961 utworem Małe Fromy ogłoszonym w "Kamenie", współpracownik tego pisma. Publikował też w "Radarze", "Nowym Wyrazie". Od 1979 członek Związku Literatów Polskich. W latach 1975–1980 podróżował po Europie. W 1983 wyemigrował wraz z rodziną z Polski. W 1984 zamieszkał w Australii. W 1997 został członkiem Lubelskiego Oddziału Stowarzyszenia Pisarzy Polskich. Mieszka w Perth. 

## Twórczość
- Jeden myśliwy, jeden tygrys, Warszawa: „Iskry” 1976.
- Sprawy rodzinne, Warszawa: „Iskry” 1978 (przekład słowacki: Rodinné záležitosti, prel. Jozef Gazdik, Bratislava: Smena 1981).
- Termiterium wisielców, Warszawa: Młodzieżowa Agencja Wydawnicza 1979.
- Zygzakiem po prostej, Warszawa: „Iskry” 1979.
- Kiedy święci maszerują, Warszawa: „Iskry” 1981.
- Podróż Tomka na dwie planety, Lublin: Wydawnictwo Lubelskie 1983.
- Kaskaderzy, Warszawa: Krajowa Agencja Wydawnicza 1984.
- Prywatna Australia, czy według Antoniego z obrazkami, Lublin: Agencja Wydawniczo-Handlowa Antoni Dudek 1998.

## Ilustracje książek
- Dorota Szumilas, Chociaż dobre słowo..., rys. Adam Fiala, Kraków: Wydawnictwo Miniatura 2008.
- Lila Kucfir, Bal czy zabawa: wiersze z przymrużeniem oka, graf. Adam Fiala, Kraków: Wydawnictwo Miniatura 2008.
- Wiesława Barbara Jendrzejewska, Noc rudych traw, graf. Adam Fiala, Kraków: Miniatura 2008.
- Mieczysław Kozłowski, Tresura pcheł, grafiki Adam Fiala, Kraków: Wydawnictwo Miniatura 2008.
- Mieczysław Kozłowski, Bachanalia czyli Z dziejów plemnika, grafiki Adam Fiala, Kraków: Wydawnictwo Miniatura 2009.
- Ballada o Odkrywcy czyli Życie i przygody Sir Pawła Edmunda Strzeleckiego, komiks Adam Fiala, teksty Anna Habryn, Kraków: Wydawnictwo Miniatura 2009.
- Jadwiga Dörr, Miłośnienie: poezje wybrane, graf. Adam Fiala, Kraków: Wydawnictwo Miniatura 2009.
- Józef Bułatowicz, Na ścieżkach myśli = Auf die Gedankenpfaden, wybór i tł. Karl Grenzler, graf. Adam Fiala, Kraków: Wydawnictwo Miniatura 2009.
- Marcin Małek, Fabryka słów w stu jeden wierszach, graf. Adam Fiala, Kraków: Wydawnictwo Miniatura 2010.
- Józef Bułatowicz, Na ścieżkach myśli = Na stežkah dumki, tł. Ireny Kuleszy, wybór Karla Grenzlera, rys. Adam Fiala, Kraków: Wydawnictwo Miniatura 2010.
- Leszek Kozik, Pasja według chama galicyjskiego, graf. Adam Fiala, Kraków: Wydawnictwo Miniatura 2012.
- Jerzy Kaśków, Ksiądz i OKO - konkluzje metafizyczne, graf. Adam Fiala, Kraków: Wydawnictwo Miniatura 2015.
- Karolina Panthera Strzelczyk "Wiersze pisane z mojej D...", graf. Adam Fiala Kraków: Wydawnictwo Miniatura 2017.